# کبک معمولی

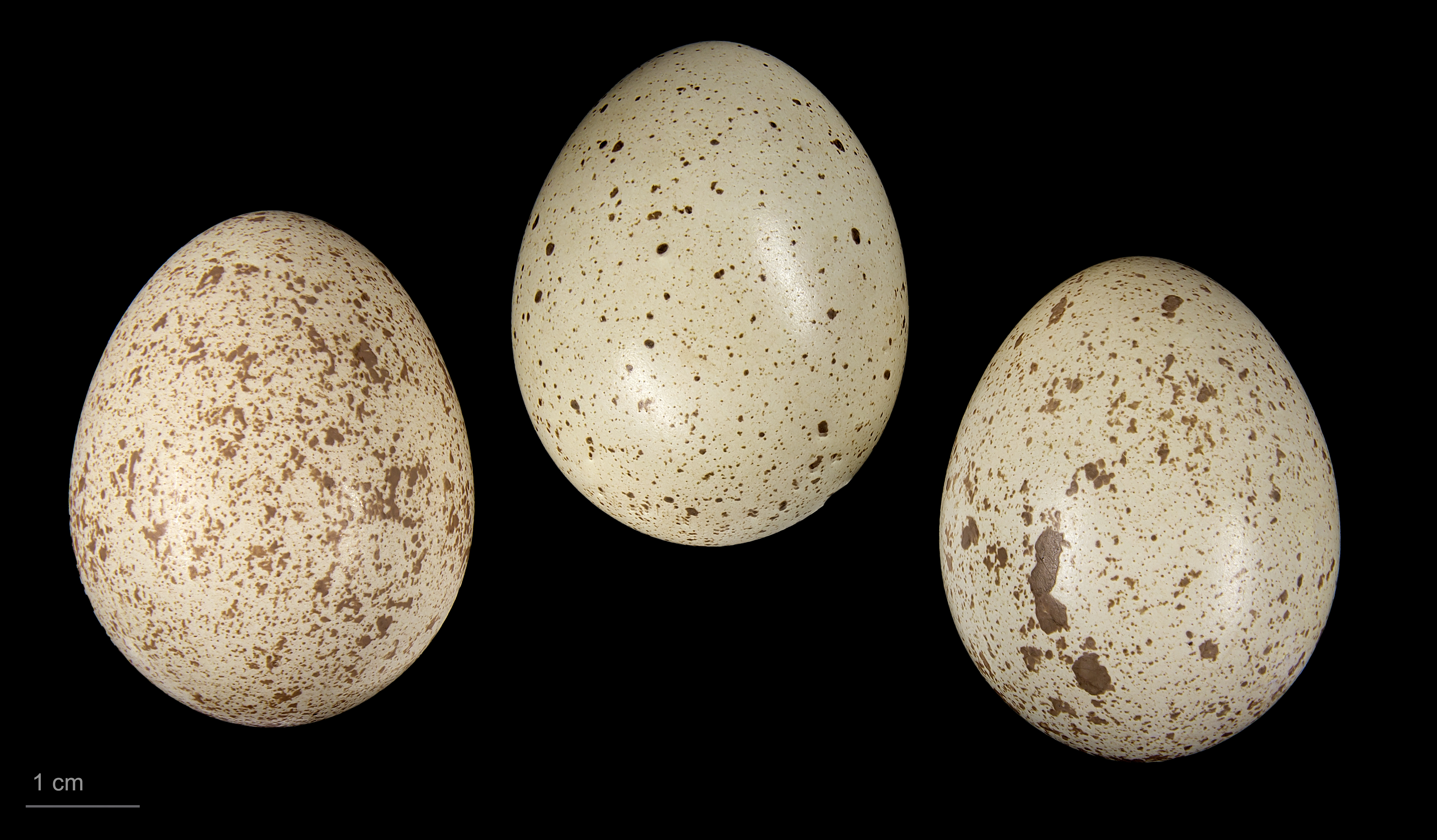
Alectoris chukar

کبک معمولی یا کبک کوهپایه (نام علمی: Alectoris chukar) نام یک گونه از تیره قرقاولان است. این نوع کبک در ایران در شمال و رشته کوه زاگرس به صورت وحشی زندگی می‌کند.